# Mario Sereni
Mario Sereni (nacido en Perugia, el 25 de marzo de 1928-24 de julio de 2015) fue un barítono italiano, que cantó papeles principales en la Ópera Metropolitana de Nueva York durante muchos años.

## Biografía
Sereni estudió en la Academia Nacional de Santa Cecilia de Roma y la Accademia Chigiana en Siena donde fue alumno de Mario Basiola. Su carrera profesional comenzó en 1953, en el Mayo Musical Florentino y en cuatro años desbutó en la Ópera Metropolitana el 9 de noviembre de 1957, como Gérard en Andrea Chénier.
Sereni tuvo una larga y constante carrera en la Ópera Metropolitana. En veinsiete temporadas, cantó los principales papeles italianos para barítono como en Ernani, Luisa Miller, Il trovatore, La traviata, Un ballo in maschera, La forza del destino, Don Carlo, y Aida. También cantó en La Gioconda, Cavalleria rusticana, Manon Lescaut, La bohème, y Madama Butterfly, así como en L'elisir d'amore y Lucia di Lammermoor.
Sereni fue también invitado con regularidad a los teatros de ópera de Chicago, San Francisco y Dallas. También disfrutó de éxito internacional apareciendo con frecuencia en la Ópera Estatal de Viena, La Scala en Milán, la Royal Opera House Covent Garden en Londres y el Teatro Colón de Buenos Aires.
A pesar de su éxito, Sereni siempre permaneció en la sombra de barítonos más carismáticos de su época, principalmente Leonard Warren, Robert Merrill, Ettore Bastianini, Rolando Panerai y Piero Cappuccilli. No obstante, sus numerosas grabaciones ponen de manifiesto la existencia de un cantante y música de considerable distinción, con una bella voz, una técnica sólida y un fino sentido del estilo.
Sereni cantó a Germont en dos famosas interpretaciones de La traviata. La primera, con Maria Callas y Alfredo Kraus en 1958, conocida como "La traviata de Lisboa". La segunda, de La Scala en 1964, con Anna Moffo y Renato Cioni, que pasó a ser conocida como "La traviata de Karajan.
También participó en el rol de Belcore, en la notable grabación de 1966 de L'elisir d'amore de Donizetti, bajo la batuta de Francesco Molinari-Pradelli, junto a Mirella Freni, Nicolai Gedda y Renato Capecchi.

## Grabaciones de estudio
- Donizetti - L'elisir d'amore - Mirella Freni, Nicolai Gedda, Renato Capecchi - Orquesta y Coro de la Ópera de Roma, Francesco Molinari-Pradelli - EMI (1966)

- Donizetti - Lucia di Lammermoor - Anna Moffo, Carlo Bergonzi, Ezio Flagello - Orquesta y Coro de la Ópera de la RCA Italiana, Georges Prêtre - RCA (1965)

- Verdi - Ernani - Leontyne Price, Carlo Bergonzi, Ezio Flagello - Orquesta y Coro de la Ópera de la RCA Italiana, Thomas Schippers - RCA (1967)

- Verdi - La traviata - Victoria de los Ángeles, Carlo del Monte - Orquesta y Coro de la Ópera de Roma, Tullio Serafin - EMI (1959)

- Verdi - Aida - Birgit Nilsson, Franco Corelli, Grace Bumbry - Orquesta y Coro de la Ópera de Roma, Zubin Mehta - EMI (1967)

- Giordano - Andrea Chénier - Franco Corelli, Antonietta Stella - Orquesta y Coro de la Ópera de Roma, Gabriele Santini - EMI (1963)

- Puccini - La bohème - Mirella Freni, Nicolai Gedda, Mariella Adani - Orquesta y Coro de la Ópera de Roma, Thomas Schippers - EMI - (1963)

- Puccini - Madama Butterfly - Victoria de los Ángeles, Jussi Björling, Miriam Pirazzini - Orquesta y Coro de la Ópera de Roma, Gabriele Santini - EMI (1959)

- Puccini - La Rondine - Anna Moffo, Daniele Barioni, Graziella Sciutti, Piero de Palma - Orquesta y Coro de la Ópera de la RCA Italiana, Francesco Molinari-Pradelli - RCA (1966)

- Puccini - Turandot - Birgit Nilsson, Renata Tebaldi, Jussi Björling, Giorgio Tozzi - Orquesta de la Ópera de Roma, Erich Leinsdorf - RCA (1959)